# Municipio de Jamapa
El municipio de Jamapa es un municipio del estado costero de Veracruz en México, con una superficie de 163.8 km², cifra que representa el 0.22% del total del estado y se encuentra ubicado en la zona centro, en las coordenadas 19°3′ de latitud norte y 96°14′ de longitud oeste. Su cabecera es la localidad de Jamapa. Situado en las estribaciones de las llanuras del sotavento, a una altitud de 10 metros sobre el nivel del mar, limita al noroeste con el municipio de Manlio Fabio Altamirano; al noreste con Medellín; al sur con Tlalixcoyan y Cotaxtla; y al oeste con Soledad de Doblado. Su distancia aproximada al sureste de la capital del Estado por carretera es de 100 km, y la distancia aproximada del puerto de Veracruz por carretera es de 15 km. 
Forma parte de la Zona Metropolitana de Veracruz. Su clima es cálido-seco-regular, con una temperatura media anual de 25.5 °C; lluvias abundantes en junio y principios de septiembre. Su precipitación media anual es de 1,108 milímetros. Su nombre deriva del náhuatl: Jam-a-pana, "en el río de los adobes".

## Demografía
De acuerdo a los datos del Conteo de Población y Vivienda de 2010, realizado por el Instituto Nacional de Estadística y Geografía INEGI, la población de Jamapa es de 10,376 de los cuales 5,085 son hombres y 5,291 son mujeres.

### Localidades
Las comunidades más importantes conforme a su población son:
| Comunidad                          | No de Habitantes |
| ---------------------------------- | ---------------- |
| Jamapa (Cabecera Municipal)        | 3748             |
| La Matamba (Higuera de las Raíces) | 706              |
| Las Puertas                        | 677              |
| La Javilla                         | 663              |
| El Zacatal                         | 468              |
| Resto de localidades               | 3510             |
Fuente: INEGI

## Geografía
Altitud: 10 m s. n. m., 19°3′ de latitud norte y 96°14′ de longitud oeste.

### Límites
Al noroeste con Manlio Fabio Altamirano; al noreste con Medellín; al sur con Tlalixcoyan y Cotaxtla; al oeste con Soledad de Doblado.

### Clima
Es cálido-seco-regular, con una temperatura media anual de 25.5 °C; lluvias abundantes en junio y principios de septiembre. Su precipitación media anual es de 1,108 milímetros.

### Hidrografía
De importancia dentro de la hidrografía del municipio es el río Jamapa, que nace en las laderas del pico de Orizaba, alimentado por el deshielo de sus nieves. Otras corrientes de importancia son los Ríos Soyolapa y Guasimal y los Arroyos de El Estero, Arroyo Naranjos y Arroyo del Agua Amarilla. Existen en el Municipio varias Lagunas, tales como la Laguna del Apompal, Laguna del Perol, Laguna del Toro y Laguna de la Maromera. Todas estas lagunas juntas tienen una superficie aproximada de 200 hectáreas.

### Orografía
Desde el punto de vista de las Provincias Fisiográficas del Estado de Veracruz, el Municipio de Jamapa pertenece a la Provincia de la Llanura Costera del Golfo Sur y a la Subprovincia de la Llanura Costera Veracruzana, cuya superficie en mayor parte se encuentra muy próxima al nivel del mar. Por esa razón, dentro del territorio Municipal hay pocas elevaciones, entre las principales se pueden encontrar el cerro del Carmen y el cerro Campo Viejo, ambas con una altitud de 180 metros sobre el nivel del mar. La zona donde se encuentra la Cabecera Municipal, tiene una característica topográfica de una planicie y su altitud es de 10 metros sobre el nivel del mar.

### Geología
Los principales minerales del municipio son: cal, cemento, arena y arcilla.

#### Suelos
El tipo de suelo predominante en el Municipio se denomina Luvisol, este tipo de suelo es fértil, de alto rendimiento para la agricultura y siembra de pastos en zonas tropicales, normalmente se encuentra en este tipo de suelo una vegetación que puede ser de bosque o selva.

### Vegetación
Su vegetación es de tipo selva baja caducifolia, constituida por árboles que pierden sus hojas durante la época invernal y se encuentran árboles como el liquidámbar y el ocote, dentro de la flora las especies más características son; el nanche, cornezuelo, nopal, ceiba, palo mulato, agave, higuera, coyol, palmeras, palma real y manglares.

### Fauna
La fauna silvestre está compuesta por ardillas, ranas arborícolas, geko, mazacuata, coralillos, garza blanca, cerceta, gallito de agua, golondrina, teterete, lagartijón, cormorán, pato boludo, perico, calandria, carpintero, azulejo, halcón arrebatador, gavilán pajarero, halcón guaco, pochitoque o galápago, chinchita, mosquero, murciélago frugívoro, ratón de campo, conejo, tejón, tlacuache, armadillo, oso hormiguero, zorrillo, coyote, zorros y gallinas.

## Historia
Hacia 1550 Jamapa era conocida como la Hacienda de Santa María Jamapa, perteneciente a la jurisdicción de Medellín, así como una zona de estancia de ganado mayor, donde por lo regular se utilizaba mano de obra de origen africano y por decreto de 17 de febrero de 1870, se establecen los límites entre los municipios de Medellín y Jamapa.

### Toponimia
Su nombre deriva del náhuatl: Xam-a-pan. "en el río de los adobes"
Durante la época prehispánica, el área donde está ubicado el Municipio de Jamapa estuvo poblada por grupos indígenas de las culturas Olmecas y Totonacos de la llamada “Cultura de las Remojadas”. A raíz de la conquista y la colonización Española, la población indígena tanto como los españoles y los inmigrantes de origen africano, que los colonizadores habían traído a trabajar como esclavos en las diversas unidades productivas asentadas en esta zona, se fueron mezclando biológica y culturalmente hasta conformar la población Jamapense que hoy conocemos.
Hacia 1550 Jamapa era conocida como la Hacienda de Santa María Jamapa, perteneciente a la jurisdicción de Medellín, así como una zona de estancia de ganado mayor, donde por lo regular se utilizaba mano de obra de origen africano.
Por decreto de 17 de febrero de 1870, se establecen los límites entre los Municipios de Medellín y Jamapa, naciendo de esta manera como Municipio. 
Una gran concentración en pocas manos en forma de haciendas y ranchos agrícolas y ganaderos, fue la estructura agraria que caracterizó el periodo que va de fines del siglo XIX hasta el año 1930, en nuestro país. La hacienda de Santa María Jamapa poseía 9,625 hectáreas, la hacienda de La Reforma poseía 3,072 hectáreas, y ambas producían maíz, arroz, frutas de la región, hule y ganado, así como muchas otras que se encontraban ubicadas en el territorio que ahora es del Municipio. Con la reforma agraria surgida a raíz del movimiento revolucionario de 1910, se hace posible el reparto de la tierra entre los campesinos de la región. 
A través del expediente 62, el poblado de Jamapa, solicita la dotación de tierras a la Comisión Agraria Mixta, el 23 de octubre de 1917. Una resolución presidencial del 12 de agosto de 1921 otorga a 125 campesinos de Jamapa 1,755 hectáreas de la hacienda de La Palma y del predio de Santa María. El 25 de agosto de 1932 se solicita una nueva dotación de tierras. Dotándoles nuevamente con 625 hectáreas en 1994 a 125 campesinos del Ejido Jamapa, así mismo, los poblados de Higuera de las Raíces (La Matamba), El Zacatal y otros más, solicitan dotación de tierras a la Comisión Agraria Mixta, el 27 de julio de 1930 y el 9 de enero de 1931, respectivamente solicitan los poblados de Higuera de las Raíces y El Zacatal, este último, mediante una resolución presidencial el 26 de abril de 1933, fue dotado con 370 hectáreas, tomadas de la hacienda de La Reforma. 
El 15 de marzo de 1938 los campesinos de El Zacatal, piden una ampliación de tierras, haciéndolo nuevamente el 15 de octubre de 1959, obteniendo 380 hectáreas totales, pero tal cantidad incluye el asentamiento humano que es de 34 hectáreas, así que la superficie real dedicada a la actividad agropecuaria es de 346 hectáreas. Por su parte, el poblado de Higuera de las Raíces (La Matamba), pide una ampliación de tierras el 27 de julio de 1937 y en 1994 se ven beneficiados 94 campesinos del Ejido Higuera de las Raíces, con 752 hectáreas.
En el Municipio de Jamapa, existen actualmente 12 Ejidos y hay 82-00-00 hectáreas que pertenecen al Ejido Ixcoalco, que la mayor parte del mismo, se encuentra asentada en el Municipio de Medellín. 
La superficie total del Municipio es de 16,368-00-00 hectáreas, de las cuales 5,415-92-78 hectáreas, que representan el 33.09 % de la superficie municipal total, pertenecen a la Zona Ejidal y 10,952-07-22 son de pequeña propiedad y en menor grado a núcleos urbanos, conjuntamente representan el 66.91 % de la superficie mencionada con anterioridad.

## Economía
La actividad económica del municipio por sector, se distribuye de la siguiente forma:
| Sector | porcentaje |
| --- | ---------- |
| Sector primario (agricultura, ganadería, caza y pesca.) | 48.10 %    |
| Sector secundario (minería, extracción de petróleo y gas natural, industria manufacturera, electricidad, agua y construcción)                                                                                                   | 21.21 %    |
| Sector terciario (comercio, transporte y comunicaciones, servicios financieros, de administración pública y defensa, comunales y sociales, profesionales y técnicos, restaurantes, hoteles, personal de mantenimiento y otros.) | 25.96 %    |
| No especificado | 4.71%      |
Fuente: INEGI

## Infraestructura

### Vivienda
Al 14 de febrero de 2000, en el Municipio se encontraban 2,484 viviendas particulares, para 9,969 personas, dándonos un promedio de 4.013 personas por vivienda. Entre las Localidades de La Matamba, El Zacatal y la Cabecera Municipal existen 1,239 viviendas, de las cuales 937 (75.63%) tienen piso firme o construido con material diferente a la tierra y 302 (24.37%) tienen piso de tierra.

### Medios de comunicación
En la Localidad de Jamapa se cuenta con el servicio telefónico celular y por cable, particular de llamadas locales y de larga distancia desde hace varios años. En las Localidades de La Javilla, Las Iguanas, Paso de la Cruz, La Matamba y El Piñonal, se introdujo este servicio a partir del año 2004, ya que anteriormente contaban únicamente con caseta telefónica para llamadas de larga distancia.
El Servicio Postal Mexicano, de acuerdo con el Anuario Estadístico del Estado de Veracruz 2002, tenía en el Municipio al 31 de diciembre de 2002, dos agencias.
Debido a la cercanía con el Puerto de Veracruz, el municipio recibe la señal de varias estaciones de radio AM y FM, Así como 2 canales de televisión Televisa y TV Azteca.
Dentro de la cabecera municipal la población cuenta con servicio de televisión por cable e Internet.

### Caminos
En el municipio se encuentran 2 carreteras principales, las cuales comunican a todas las comunidades y los municipios cercanos.

### Transportes
En el Municipio existe una línea de camiones permisionarios de pasaje que da el servicio a la población, para que se desplace hasta el centro de la Ciudad de Veracruz y viceversa, igualmente esta línea mantiene una ruta dentro del Municipio interconectando las diversas Localidades que existen. Hay otras líneas que en su recorrido pasan por este Municipio y que van para Localidades de los Municipios de Medellín, Manlio Fabio Altamirano, Cotaxtla, Soledad de Doblado y por supuesto el Puerto de Veracruz.

## Cultura

### Museo
Jamapa cuenta con un museo que no depende de apoyo estatal ni federal, es el Museo Comunitario de Jamapa A. C.

### Educación
| Jardín de Niños            | Comunidad       | Jardín de Niños CONAFE         | Comunidad    | PRIMARIAS                  | Comunidad       |
| -------------------------- | --------------- | ------------------------------ | ------------ | -------------------------- | --------------- |
| GUADALUPE CAMPOS           | JAMAPA          | EL MUNDO DE LA FANTASIA        | YAGUAL       | JOSEFA ORTIZ DE DOMINGUEZ  | JAMAPA          |
| JAIME TORRES BODET         | PASO REAL       | FERNANDO MONTES DE OCA         | APACHITAL    | ADOLFO RUIZ CORTINEZ       | PASO REAL       |
| GABRIELA MISTRAL           | LAJILLA         | MELCHOR OCAMPO                 | CAMPANA      | BENITO JUAREZ GARCIA       | PUERTAS         |
| JOSEFINA RAMOS DEL RIO     | PUERTAS         | ESTEFANIA CASTAÑEDA            | BRECHA       | MIGUEL LERDO DE TEJADA     | JAVILLA         |
| GABRIELA MISTRAL           | JAVILLA         | ALFREDO CORDOBA                | CHICLE       | EMILIANO ZAPATA            | CAMPANA         |
| ALICIA GROBET CARRERE      | MATAMBA         | CRI- CRI                       | IGUANAS      | VICENTE GUERRERO           | LAJILLA         |
| FEDERICO FROEBEL           | ZACATAL         | JAVIER PESSTALOSI              | JILGUERO     | JOSE UTRERA                | MATAMBA         |
| ENRIQUE C. REBSAMEN        | RINCON          | ERNESTO ZEDILLO                | LOMA DE LELE | BELISARIO DOMINGUEZ        | ZAPILLA         |
| NORMA CARMEN MONROY        | PIÑONAL         | NIÑOS HEROES                   | ZAPILLA      | ENRIQUE C. REBSAMEN        | APACHITAL       |
| ROSARIO DE LA CRUZ ZAMUDIO | PASO DE LA CRUZ | JUAN DE LA BARRERA             | ZAPOTAL      | FRANCISCO I. MADERO        | JILGUERO        |
| PRIMARIA CONAFE            | comunidad       | IGNACIO ZARAGOZA               | EL EMBUDO    | BENITO JUAREZ              | RINCON          |
| SECUNDARIA CONAFE          | comunidad       | AGUSTIN DE ITURBIDE            | EL EMBUDO    |                            |                 |
| ERNESTO ZEDILLO            | LOMA DE LELE    | SECUNDARIAS                    | Comunidad    | BENITO JUAREZ              | IGUANAS         |
| ADOLFO LOPEZ MATEOS        | EL MANILA       | GENERAL JAMAPA                 | JAMAPA       | JOSE MARIA MORELOS Y PAVON | BRECHA          |
| IGNACIO ZARAGOZA           | EL EMBUDO       | TELESEC. 63 MOISES SAENS GARZA | JAMAPA       | BENITO JUAREZ              | ZACATAL         |
| TELEBACHILLERATOS          | Comunidad       | TELESEC. QUETZALCOATL          | LA MATAMBA   | BENITO JUAREZ              | PIÑONAL         |
| JAMAPA                     | JAMAPA          | TELESEC. JOSE VAZCONCELOS      | EL ZACATAL   | VENUSTIANO CARRANZA        | YAGUAL          |
| LA MATAMBA                 | LA MATAMBA      |                                |              | ANTONIO BARBOSA H.         | JAMAPA          |
| EL ZACATAL                 | EL ZACATAL      |                                |              | NICOLAS BRAVO              | PASO DE LA CRUZ |

## Tradiciones

### Fiestas
La Feria Ganadera: se ha establecido como parte de las festividades locales, con el propósito de dar a conocer una de las actividades económicas más predominantes de la zona.
Las Fiestas Patrias: han sido por años motivo de celebración en nuestro país y no podría ser menos dentro de nuestro Municipio.
Del 12 al 18 de mayo se realizan las fiestas de carnaval, fiesta de gran colorido apta para toda la familia, las cuales son dedicadas a la celebración de la carne, así mismo a partir del año 2008 se realizara en el marco de carnaval el “ENCUENTRO XAMAPAN”, semana cultural en la cual se incluye actividades de cultura, tradición y deporte.

### Celebraciones
El 8 de diciembre se celebran las fiestas titulares en honor de la Purísima Concepción, patrona del pueblo, con danzas autóctonas y folklóricas, actos religiosos, carreras de caballos, torneo de cintas, peleas de gallos, encuentros deportivos y ofrendas florales.
“El Día de Muertos” ha sido sin lugar a dudas una tradición que ha ido en aumento año con año, conservándose el ritual de la colocación de “ofrendas a los fieles difuntos”.
La celebración de las fiestas navideñas que incluyen las tradicionales posadas, la rama y el viejo entre otras, son y seguirán siendo el motivo de unidad y fraternidad.
La nueva celebración de la “Feria del Mole” cuyo arte es característico de esta zona del sotavento.

### Gastronomía
Los platillos típicos más representativos del municipio son los tamales y el mole. En cuanto a la bebida más grata al paladar y de exquisites singular el atole de coyol (fruto de las palmas de coyol real, 
el cual es de parecido similar a las nueces.

## Salud
El Municipio cuenta con 3 Centros de Salud de consulta externa, dependientes de la Jurisdicción Sanitaria n.º VIII, de la Secretaría de Salubridad y Asistencia del Estado, ubicados estratégicamente dentro del territorio municipal para atender las demandas del bienestar de salud de toda la población.
En la Localidad de Jamapa se encuentra un centro de salud, el cual no solo atiende a las 3,748 personas que viven en la Cabecera Municipal, sino también a 2,724 personas de 13 comunidades aledañas a la Cabecera Municipal, haciendo un total de 6,208 habitantes del municipio que son atendidos oportunamente por esta unidad médica. El personal médico adscrito a este centro de salud está integrado por 1 médico titulado, 1 médico pasante y 2 enfermeras. Además en la Cabecera Municipal existe la atención particular de 4 médicos y 1 odontólogo y 1 laboratorio de análisis clínicos.
El centro de salud ubicado en la localidad de La Matamba atiende, además de esta localidad, a personas de 10 localidades más, incluyendo a algunas localidades de los Municipios de Manlio Fabio Altamirano y Soledad de Doblado, haciendo un total de 1,831 personas atendidas en este centro. El personal de dicha unidad médica está formado de 1 médico pasante, 1 enfermera y 1 paramédico.
En la Localidad del Zacatal se atienden a 468 habitantes de dicha localidad y a 644 habitantes de las localidades aledañas, incluidas algunas del Municipio de Cotaxtla, haciendo un total de 1,146 personas beneficiadas con este servicio. El personal que integra esta unidad médica consta de 1 médico titulado y 1 enfermero.

## Cronología de los Presidentes Municipales
| Presidente                         | Período   | Partido Político |
| ---------------------------------- | --------- | ---------------- |
| Juan Villalvazo Márquez.           | 1955-1958 | PRI              |
| Isaac Hernández.                   | 1958-1961 | PRI              |
| Calixto Rodríguez Portilla.        | 1961-1964 | PRI              |
| Andrés Díaz Ramos.                 | 1964-1967 | PRI              |
| Tolentino García M.                | 1967-1970 | PRI              |
| Juan Tronco Pérez                  | 1970-1973 | PRI              |
| Héctor Pinzón Romero.              | 1973-1976 | PRI              |
| Juan Ruiz Lara.                    | 1976-1979 | PRI              |
| Francisco Martínez López.          | 1979-1982 | PRI              |
| Juan Ruiz Lara.                    | 1982-1985 | PRI              |
| Adalberto Tenorio López.           | 1985-1988 | PRI              |
| Tereso López Álvarez.              | 1988-1991 | PRI              |
| Raymundo Josafat Lara Jiménez.     | 1992-1994 | PRI              |
| Áurea E. Santos Capetillo.         | 1995-1997 | PRI              |
| María de Jesús Tenorio Villalbazo. | 1998-2000 | PRI              |
| Víctor Enedino Morales Castro      | 2001-2004 | PAN              |
| Emilio Gómez Moctezuma             | 2005-2007 | PAN              |
| Francisco Martínez Pérez           | 2008-2010 | PRI              |
| Noel Aquino Pérez                  | 2011-2013 | PRI              |
| Maribel Díaz Toledo                | 2014-2017 | PRI              |
| Florisel Ríos Delfín[6]            | 2018-2020 | PRD              |
| Víctor Enedino Morales Castro      | 2022-2025 | PRI              |